# Bispo vagante
No cristianismo, um bispo vagante ou bispo errante' (em latim para 'episcopus vagans ou 'episcopi vagantes') é uma pessoa consagrada, de forma "clandestina ou irregular", como um bispo fora das estruturas e do direito canônico das igrejas estabelecidas; uma pessoa regularmente consagrada, mas posteriormente excomungada, e não em comunhão com nenhuma diocese geralmente reconhecida; ou uma pessoa que tem em comunhão com eles pequenos grupos que parecem existir apenas para o bem do bispo. (1–2)
David V. Barrett, na Enciclopédia de Novos Movimentos Religiosos, especifica que episcopi vagantes são agora "aqueles bispos independentes que reúnem várias linhas diferentes de transmissão da sucessão apostólica e que alegremente (e às vezes mediante pagamento) consagrarão qualquer um que o solicite". Aqueles descritos como bispos errantes muitas vezes veem o termo como pejorativo. O termo geral para clérigos "errantes", como eram comuns na Idade Média, é 'clerici vagantes'. O termo geral para aqueles que não reconhecem nenhum líder é acephali.
O Dicionário Oxford da Igreja Cristã menciona como principais linhas de sucessão derivadas de episcopi vagantes no século XX, aqueles fundados por Arnold Harris Matheus, José René Vilatte, e Leon Chechemian.

## História
Segundo Buchanan, "o verdadeiro surgimento do problema" aconteceu no século XIX, na "onda do movimento anglo-católico", "por meio de atividades maliciosas de um pequeno número de bispos que atuavam de forma independente". Eles existem em todo o mundo, escreve ele, "na maior parte sem congregações", e "muitos em diferentes estágios de ilusão e fantasia, principalmente nos títulos episcopais que conferem a si mesmos"; "a marca distintiva" para "identificar especificamente" um episcopus vagans é "a falta de uma verdadeira sé ou a falta de uma vida real da igreja para supervisionar".
Paul Halsall, não listou um único edifício de igreja de bispos independentes, em uma pesquisa de arquitetura de edifícios de comunidades religiosas da cidade de Nova York de –, que mantém bispos reivindicando sucessão apostólica e reivindicando o status de catedral, mas observou que "agora existem literalmente centenas desses 'episcopi vagantes', de menor ou maior probidade espiritual. Eles parecem ter uma tendência a chamar os santuários das salas de estar de 'catedrais'; esses edifícios não eram percebidos como símbolos culturais e não atendiam aos critérios da pesquisa. David V. Barrett escreveu, em Um Breve Guia para Religiões Secretas, que "uma característica marcante desses bispos é que eles frequentemente reúnem o máximo de linhagens possível para fortalecer sua legitimidade episcopa —pelo menos aos seus próprios olhos", e acrescenta que seus grupos têm mais clérigos do que membros.
Barrett escreveu que os líderes "de alguns movimentos esotéricos também são padres ou bispos em pequenas igrejas cristãs não tradicionais"; ele explica que esse tipo de grupo "independente ou autocéfalo" tem "pouco em comum com a Igreja da qual se desenvolveu, a Velha Igreja Católica, e ainda menos em comum com a Igreja Católica Romana", mas ainda reivindica sua autoridade da sucessão apostólica.(p56)
Buchanan escreve que, com base no critério de ter "uma verdadeira sé" ou ter "uma vida real da igreja para supervisionar", os bispos da maioria das formas do movimento anglicano contínuo não são necessariamente classificados como vagantes, mas "estão sempre em perigo de se tornarem tais".

## Questões teológicas

### católico
Um católico romano ou oriental ordenado ao episcopado sem um mandato do Papa é automaticamente excomungado e, portanto, proibido de celebrar os sacramentos segundo o direito canônico católico. Entretanto, à luz do caráter sacramental do episcopado na teologia católica e da doutrina ex opere operato (segundo a qual a eficácia de um sacramento não depende dos méritos da pessoa que realiza ou que recebe o sacramento), tal ordenação é considerada "válida, mas ilícita". Isto significa que, embora excomungado e proibido de exercer qualquer ministério sob a autoridade da Igreja Católica, um indivíduo assim ordenado é considerado como tendo todos os poderes sacramentais de um bispo, incluindo o poder de ordenar outros bispos.
Por outro lado, a opinião expressa pela Conferência Episcopal Internacional da Velha Igreja Católica em relação às ordenações de Arnold Harris Matheus é que o episcopado existe para o serviço dentro de uma igreja cristã específica e, portanto, que uma cerimônia de ordenação que diz respeito apenas ao próprio indivíduo não o torna verdadeiramente um bispo. O Vaticano não comentou se concorda com esta interpretação, mas declarou, em relação às ordenações deste tipo realizadas, por exemplo, por Emmanuel Milingo sobre Peter Paulo Brennan e outros, que a Igreja Católica "não reconhece e não pretende reconhecer no futuro essas ordenações ou qualquer uma das ordenações derivadas delas e, portanto, o estado canônico dos supostos bispos permanece aquele em que se encontravam antes da ordenação conferida pelo Sr. Milingo".

### Ortodoxo Oriental
Vlassios Pheidas, em um site oficial da Igreja da Grécia, usa a linguagem canônica da tradição ortodoxa oriental para descrever as condições na práxis eclesial quando os sacramentos, incluindo as Ordens Sagradas, são reais, válidos e eficazes. Ele observa que a linguagem é em si mesma parte do problema eclesiológico. (ch. 1) (ch. 1)
Isso se aplica à validade e eficácia da ordenação de bispos e dos outros sacramentos, não apenas das Igrejas Católicas Independentes, mas também de todas as outras Igrejas Cristãs, incluindo a Igreja Católica Romana, a Ortodoxia Oriental e a Igreja Assíria do Oriente. No entanto, embora a adesão estrita à lei substitua a economia pela sua compreensão cipriota, alguns organismos ortodoxos orientais tradicionais reconhecem as ordens católicas romanas e não ordenam clérigos condicionalmente, uma vez que cada igreja autocéfala determina a validade da ordenação de outra. Também houve vários clérigos ortodoxos orientais independentes ou canonicamente disputados que foram recebidos na Igreja Ortodoxa Oriental dominante ou canônica.
O Patriarcado Ecumênico de Constantinopla também ensina que através da "extrema oikonomia [economia]", aqueles que são batizados nas tradições Ortodoxa Oriental, Católica Romana, Luterana, Católica Velha, Morávia, Anglicana, Metodista, Reformada, Presbiteriana, Igreja dos Irmãos, Assembleias de Deus ou Batista podem ser recebidos na Igreja Ortodoxa Oriental através do sacramento do Crisma e não através do rebatismo.

### anglicano
O bispo anglicano Colin Buchanan, no Dicionário Histórico do Anglicanismo, diz que a Comunhão Anglicana mantém uma visão agostiniana das ordens, segundo a qual "a validade das ordenações episcopais (para qualquer ordem) é baseada unicamente na sucessão histórica em que o bispo ordenante se encontra, independentemente do seu contexto eclesial contemporâneo".
Ele descreve as circunstâncias da consagração do Arcebispo Matthew Parker como uma das razões pelas quais esta teoria é "geralmente mantida". Parker foi escolhido pela Rainha Elizabeth I da Inglaterra para ser o primeiro Arcebispo da Igreja da Inglaterra de Canterbury após a morte do anterior titular do cargo, o Cardeal Reginald Pole, o último Arcebispo Católico Romano de Canterbury. Buchanan observa que a Igreja Católica Romana também se concentra em questões de intenção e não apenas em rupturas na sucessão histórica. Ele não explica se a intenção tem um papel eclesiológico, para os anglicanos, na conferência ou recebimento de sacramentos.

## Consagrações particulares
Arnold Harris Matheus, segundo Buchanan, “caiu nos caprichos de um episcopus vagans ". (p335) Stephen Edmonds, no Oxford Dictionary of National Biography, escreveu que em 1910 a esposa de Mathew se separou dele; naquele mesmo ano, ele declarou que ele e sua igreja se separaram da União de Utrecht. Poucos meses depois, em 2 de novembro de 1911, ele foi excomungado pela Igreja Católica Romana. Mais tarde, ele processou o The Times por difamação com base nas palavras "pseudo-bispo" usadas para descrevê-lo na tradução do jornal do texto latino " pseudo-episcopus ", e perdeu o caso em 1913.
Henry RT Brandreth escreveu, em Episcopi Vagantes and the Anglican Church, "[u]ma das características mais lamentáveis do episcopado de Mathew foi a fundação da Ordem da Reunião Corporativa (OCR) em 1908. Isso alegava ser um renascimento do movimento de Frederick George Lee, mas na verdade não tinha conexão com ele". Brandreth pensou que "parecia ainda existir de uma forma subterrânea obscura" em 1947, mas desconectou-se. (p18) Colin Holden, em Ritualist on a Tricycle, coloca Matheus e seu OCR em perspectiva, ele escreveu que Matheus era um episcopus vagans, vivia em uma casa de campo fornecida para ele e realizava seus atos condicionais OCR, às vezes chamados de acordo com Holden de "ordenações de quarto", em sua casa de campo. Matheus questionou a validade das ordenações anglicanas e se envolveu com o OCR, em 1911, de acordo com Edmonds, e anunciou abertamente sua oferta de reordenar o clero anglicano que o solicitasse. Isto irritou a Igreja da Inglaterra.
Em 1912, DJ Scannell O'Neill escreveu no The Fortnightly Review que Londres "parece ter mais do que sua cota de bispos" e enumera o que ele chama de "esses pastores mercenários". Ele também anuncia que um deles, Mathew, reviveu o OCR e publicou The Torch, uma revista mensal, defendendo a reconstrução do cristianismo ocidental e a reunião com o cristianismo oriental . O Torch declarou "que as ordenações da Igreja da Inglaterra não são reconhecidas por nenhuma igreja que alega ser católica", então os promotores envolveram Mathew para ordenar condicionalmente membros do grupo que são "clérigos da Igreja Estabelecida " e "assinam uma profissão de fé católica". Estipulou que os serviços de Mathew não eram um sistema de simonia e eram prestados sem expectativas simoníacas . O grupo procurou recrutar "católicos fervorosos que desejam sinceramente ajudar a promover o trabalho de reunião corporativa com a Santa Sé". Nigel Yates, em Anglican Ritualism in Victorian Britain, 1830-1910, descreveu-o como "um esquema ainda mais bizarro para promover uma Igreja Católica Uniata na Grã-Bretanha" do que a Associação para a Promoção da Unidade da Cristandade de Lee e Ambrose Lisle March Phillipps de Lisle. Foi editorializado por O'Neill que a "construção mais caridosa a ser colocada neste último movimento de Mathew é que ele não é mentalmente são. Sendo um irlandês, é estranho que ele não tenha humor suficiente para ver o absurdo de se afastar da Igreja Católica para ajudar outros a se unirem à Santa Sé". Edmonds relata que "foi sugerido algo entre 4 e 265" quanto ao número de pessoas que aceitaram sua oferta de reordenação.
Na Igreja Ortodoxa Oriental, Aftimios Ofiesh foi consagrado pelo Arcebispo Evodkim Meschersky. Mais tarde, com o Metropolita Platon da atual Igreja Ortodoxa na América, ele fundou a Igreja Católica Ortodoxa Americana. Por meio de Ofiesh e da Igreja Católica Ortodoxa Americana, homens como Sophronios Beshara, Ignatius Nichols (considerado também um bispo errante católico antigo independente) e Joseph Zuk foram consagrados. Beshara continuou a liderar a Igreja Católica Ortodoxa Americana (cujo estatuto canónico era contestado) e Nichols foi deposto, continuando a trabalhar com os católicos independentes e a consagrar outros. Notavelmente, um dos muitos homens consagrados por Nichols foi o bispo Alexander Turner, que foi recebido na Igreja Ortodoxa Grega de Antioquia após um período probatório de oito anos. Ele seria um dos principais fundadores do Vicariato de Rito Ocidental de Antioquia. Zuk mais tarde se tornaria bispo da Igreja Ortodoxa Ucraniana dos EUA, que mais tarde se juntaria ao Patriarcado Ecumênico.